# シモン (ハスモン朝)

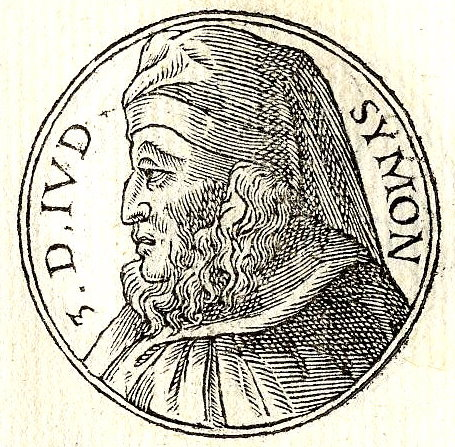
シモン、ギヨーム・ルイエの『プロンプトゥアリ・イコヌム・インシギオルム』より。

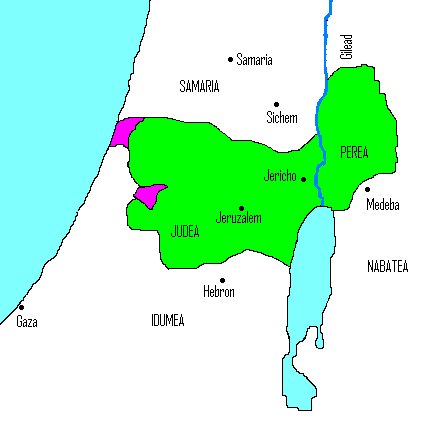
シモン統治下のハスモン朝
紀元前143年
征服した領土

シモン（Simon Maccabaeus, ? - 紀元前135年）は、マカバイ戦争においてユダヤ人を指導したユダ・マカバイの弟でセレウコス朝からの独立を達成したハスモン朝イスラエルの最初の統治者（在位：紀元前142年 - 紀元前135年）となった人物。大祭司となる。別名タシ（Thassi, 「指導者」などの意味）。

## 即位
紀元前167年、シモンは父マタティアや兄ユダ・マカバイ、ヨナタンとともにセレウコス朝に対する蜂起に立ち上がる。ユダ・マカバイの下で、ガリラヤのユダヤ人救出を行なった。続く弟ヨナタンの治世下でもよく支え、ベテズルやヨッパを占領している。
ヨナタンがセレウコス朝の部将ディオドトス・トリュフォンに捕らえられると、シモンがユダヤ人のリーダーとなった（紀元前142年）。ヨナタンは身代金を支払っても解放されず、処刑された。シモンは遺体を引き取り、故郷モディンに葬った。シモンは父母と兄弟のためピラミッドを建て、ギリシャ風の装飾を施した。

## シリアからの独立
セレウコス朝は当時、王位を巡る内戦を展開しており、紀元前142年、君主デメトリオス2世ニカトルがユダヤ人の自治を認めたことで独立が達成され、指導者のシモンがそのままユダヤの統治者となり、公文書・契約書には「ユダヤ人の大祭司、将軍、指導者たるシモンの第一年、何月何日」と記されるようになった。紀元前141年、シモンはゲゼル、エルサレムの要塞（アクラ）を攻略し、シリアの拠点は一掃された。シモンが元老院へ使者を派遣したため、この独立政府は共和政ローマ、スパルタにおいて承認され、セレウコス朝からの独立が国際的にも認められる形になった。使者ヌメニオスはローマからの書簡を持ち帰った。
紀元前140年、エルサレムにおいて布告が出され、青銅板に以下の決議が正式に記された。ユダヤの大集会はシモンが指導者となり、信頼できる預言者が現れるまで指導者・大祭司の地位を務めることを認めるという内容である。シモンと子孫は地位の世襲を認められ、ハスモン朝が成立した。『マカバイ記』1によれば、祭司たちと民衆たちの全面的な賛同を得てハスモン朝の統治が始められたというが、これはあくまでハスモン朝側の意図が含まれた文書であることを勘案する必要があるだろう。王権は主張せず、「民族指導者（エトナルケス）」の称号を用いている。
紀元前138年、シリア王にアンティオコス7世が即位すると、アテノビオスを派遣してユダヤの要塞の返還を求めた。シモンは拒否したため、シリア側はケンデバイオス率いる軍を送り込み、ヤムニア周辺を荒らした。シモンは息子ユダとヨハネ・ヒルカノス1世に命じて反撃し、勝利を収めた。

## 暗殺
シモンの義理の息子プトレマイオス（アブボスの子）はエリコ総督に任じられていたが、野心家であり、支配を狙っていた。紀元前135年、シモンは二人の息子マタティア、ユダとともに、プトレマイオスの宴会に参加した時に暗殺された。プトレマイオスはゲゼルにいたヨハネ暗殺を狙ったが失敗し、シモンの権力は三男のヨハネ（ヨハネ・ヒルカノス1世）が継承することになる。『マカバイ記』1の記述は、シモンの暗殺で終わっている。